# モホール計画

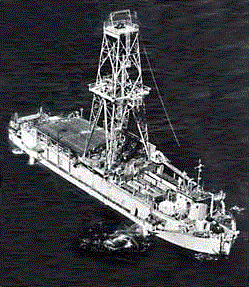
CUSS 1

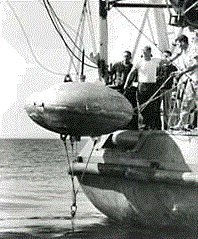
ソナーを利用した姿勢制御用海中ビーコン

モホール計画（モホールけいかく、英語: Project Mohole）とは、地球の地殻を貫いてモホロビチッチ不連続面まで掘削を行おうという、アメリカ合衆国の大計画。

## 背景
宇宙開発競争でソビエト連邦に取った遅れを地球科学でもって挽回しようという目的もあって計画された。アメリカ国立科学財団が資金援助をし、アメリカ雑学協会 (American Miscellaneous Society) が主導した。陸地ではなく海底が掘削された。理由は、陸より海底下のほうが地殻が薄く（→アイソスタシー）、掘るべき深さが小さくて済むからである。

## プロジェクトの実施と成果
1961年に実行された第一段階では、メキシコのグアダルーペ島沖に5つの穴が掘削された。そのうち最深のものは海面下3,500mの大陸棚を183mまで掘り下げられた。これは穴の深さという点ではなく、海の深さおよび、固定されていないプラットフォームから試錐がなされた点において前例のない成果であった。また、コアサンプルの最下部13mは玄武岩からなる中新世堆積物であり、大変貴重なものだった。
モホール計画では、ロサンゼルスのグローバル・マリーン社の石油掘削船カス1号 (CUSS I) が使われた。すなわちコンチネンタル (Continental)、ユニオン (Union)、スペリオール (Superior)、およびシェル (Shell) の5石油会社によるコンソーシアムが1956年に技術的試作品として開発したもので、その頭文字をとったもの。当時半径180m内で船位調整した技術は、現在の自動船位保持装置へ進歩した。
モホール計画の第一段階は、地球のマントルまでボーリングを行なうことが科学的にも技術的にも可能であることを証明した。しかしながら、モホール計画の第二段階は運営の不手際と予算の超過のため1966年に頓挫した。

## その後
モホール計画で培われた技術は、1960年代後半の深海掘削計画や1970年代後半の国際深海掘削計画に引き継がれ、プレートテクトニクスの理論確立など、地球物理学や海洋地質学など学術分野に大きな進歩をもたらした。また、これら計画で得られた海洋底掘削技術は、海底油田の掘削、生産技術に貢献している。2006年現在、日本は最終目標を同じくする計画「地球発見」(Chikyu Hakken) を行なっている。